# Dziura Małołącka Mała
Dziura Małołącka Mała (Mała Dziura) – jaskinia w Dolinie Małej Łąki w Tatrach Zachodnich. Wejście do niej znajduje się w Kotlinach, w pobliżu Jaskini nad Kotlinami, na wysokości 1813 metrów n.p.m. Długość jaskini wynosi 15 metrów, a jej deniwelacja 4 metry.

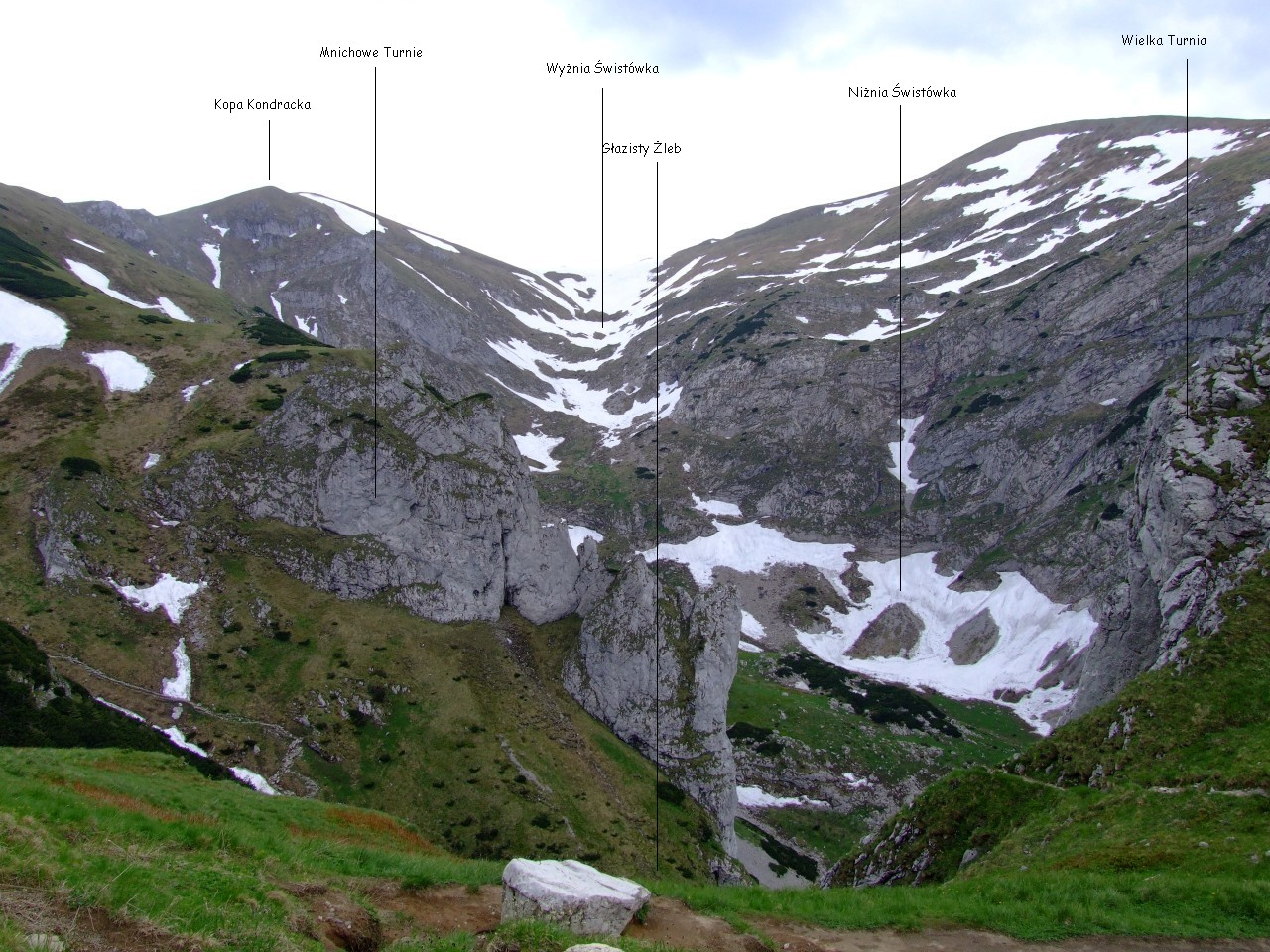
Po prawej nad śniegiem Kotliny

## Opis jaskini
Jaskinię stanowi studzienka o głębokości około 1,3 metrów. Zaczyna się w małym otworze wejściowym, a jej dnem jest niewielka, pochyła sala. 
Z sali odchodzą trzy bardzo krótkie korytarzyki, a także mała, szczelinowa salka.

## Przyroda
W jaskini nacieki nie występują. Ściany są mokre, brak jest na nich roślinności.

## Historia odkryć
Jaskinię odkryli w sierpniu 1959 roku S. Wójcik, D. Strelau i R. Sznuk z Zakopanego.